# Златни лемур бамбусар
Златни лемур бамбусар (лат. Hapalemur aureus) је врста полумајмуна из породице лемура (Lemuridae). 

## Распрострањење
Ареал врсте је ограничен на кишне шуме на југоистоку Мадагаскара, на надморској висини између 600 и 1.400 m.

## Станиште
Станишта врсте су шуме и бамбусове шуме. 

## Начин живота
Женка обично окоти по једно младунче. 

## Угроженост
Ова врста се сматра угроженом. Популација врсте се смањује пре свега због лова и уништавања станишта.